# Bila (folk)
Bila eller babila är en folkgrupp i Demokratiska republiken Kongo, i den tropiska Ituriregnskogen i landets nordöstra delar. De är bantutalande, lever traditionellt av svedjebruk, och är särskilt kända genom den brittiske antropologen Colin Turnbulls undersökningar av deras förhållande till omkringboende grupper av mbutipygméer. Bira, en närbesläktad grupp, idkar jordbruk och boskapshållning på savannen öster om regnskogen.